# Perilestes solutus
Perilestes solutus är en trollsländeart som beskrevs av Williamson och Will. 1924. Perilestes solutus ingår i släktet Perilestes och familjen Perilestidae. IUCN kategoriserar arten globalt som livskraftig. Inga underarter finns listade i Catalogue of Life.